# Лежская лига
Лежская лига — военно-политическое объединение албанских князей в 1444—1451 годах. Основана в городе Лежа по инициативе Скандербега для борьбы против турецких завоевателей.
Лежская лига имела свой денежный фонд, составленный из отчислений феодалов — членов лиги, и из части доходов от добычи соли в Дураццо. Армия формировалась из феодальных отрядов, главнокомандующим которых был избран Скандербег, правитель княжества Кастриоти.
В 1451 году Лежская лига распалась. Одна из причин — недовольство князей усилением власти Скандербега, боязнь потерять феодальную самостоятельность. Осуществлению новой попытки объединения, предпринятой Скандербегом в январе 1468, помешала его смерть.

## Предыстория
После смерти могущественного короля Сербии Стефана Душана в 1355 году наиболее крупные албанские феодалы стали создавать свои собственные княжества. Когда османские войска вступили в Албанию, они столкнулись с небольшими и раздробленными княжествами, враждовавшими между собой. Первым, кто решился на сопротивление туркам-османам, был Балша II, правитель Зеты (1379—1385). В сентябре 1385 года в битве при Савре турки-османы разбили войско Балши, который погиб в сражении.
В XV веке Османская империя утвердилась на Балканах без значительного сопротивления со стороны местных христианских правителей. Многие из них по-прежнему сражались друг с другом и не видели угрозу со стороны наступающих турок-османов. Во время гражданской войны между сыновьями Баязида I (1402—1413) ни один из христианских правителей на Балканах не воспользовался ситуацией, чтобы изгнать турок. Наоборот, сербы и венгры даже помогали будущему султану Мехмеду I в борьбе за власть. Победив в этой борьбе, Мехмед I возобновил наступление на балканские государства, в том числе и на албанских князей. Турки-османы захватили у рода Топиа Крую (1415), у рода Музаки Берат (1417), у вдовы Балши Влеру и Канину (1417) и рода Зенебиши Гирокастру (1418). Под натиском Османской империи и Венецианской республики албанские княжества начали колебаться.
Местное население под руководством своих князей неоднократно поднимало восстания против турецкой оккупации. Наиболее известными из них были восстания Гьона Кастриоти (1429—1430) и Георгия Арианити (1432—1435).
В ноябре 1443 года глава княжества Кастриоти Скандербег захватил крепость Крую и объявил о своей независимости от султана. Скандербег возглавил вооруженную борьбу албанского народа против турецкого владычества.

## Создание лиги
Действия Скандербега дал толчок для начала освободительного восстания в Центральной и Северной Албании. Скандербег приложил все усилия, чтобы объединить людские и материальные ресурсы отдельных албанских родов для борьбы против турок-османов. С этой целью 2 марта 1444 года в городе Лежа (принадлежал Венецианской республике) он организовал съезд албанских князей, где собрались представители родов Арианити, Дукадьи, Топиа, Мукаки, а также лидеры свободных албанских племен с высокогорья. Несмотря на раздоры князей, был создан военно-политический союз, который вошел в историю под именем «Лежская лига».
Основатели Лежской лиги были:
- Лека Захария, правитель Сати и Даньо, а также его вассалы Пал и Николай Дукаджини
- Пётр Спани, правитель Дриваста
- Лека Душмани, правитель Пулта
- Георгий Стреши, Иван и Гойко Балшичи, правители Мисии
- Андрей Топия, правитель Скурии и его племянник Тануш
- Георгий Арианити
- Теодор Корона Музаки
- Стефан Черноевич, правитель Верхней Зеты, с тремя сыновьями: Иваном, Андреем и Божидаром

Георгий Кастриоти (Скандербег) был избран лидером и главнокомандующим вооруженных сил Лежской лиги, состоящей из 8 тысяч воинов.
Лежская лига представляла собой федерацию независимых правителей Албании, которые взяли на себя обязанность следовать общей внешней политике и совместно отстаивать свою независимость. Естественно, все это требовала коллективного бюджета для покрытия военных расходов, и каждый род внес свой вклад в общий фонд Лиги.
В то же время каждый албанский род продолжал владеть своими землями, сохранял автономию в решении внутренних проблем в своих собственных уделах. Формирование и функционирование Лиги, где Георгий Кастриоти стал верховным правителем и главнокомандующим, стало попыткой создания единого Албанского государства. Не случайно для всех албанцев, кто считает Скандербега национальным героем Албании, период Лежской лиги воспринимается как высший пик в истории Албании, особенно, если сравнивать с последующими неудачными попытками, до те пор, пока, в начале 20 века не было создано независимое Албанское государство.
В 1450 году албанские феодалы Пётр Спани, Георгий Душмани, Арианити и Дукадьины вышли из состава Лежской лиги. Род Дукадьинов заключил мир с турками-османами и начал борьбу против Скандербега. Специалист по албанской истории Роберт Элси подчеркивает, что Георгий Арианити был соперником Скандербега и в 1459 году разорвал с ним союз.

## Успехи
В течение 25 лет, с 1443 по 1468 год, Скандербег во главе 10-тысячного албанского войско одержал ряд крупных побед над турками-османами. Правители Венгрии, Неаполя и Венеции, враждовавшие с Османской империей, оказывали финансовую помощь Скандербегу. 14 мая 1450 года большая османская армия осадила и безуспешно штурмовали крепость Крую, столицу княжества Кастриоти. Турки не смогли взять город и были вынуждены отступить. В июне 1466 году османский султан Мехмед II Фатих во главе 150-тысячной армии осадил Крую, но не смог взять штурмом крепость.

## Распад лиги
Хотя официальная дата ликвидации неизвестна, Лежская лига стала медленно распадаться после своего образования. Многие албанские феодалы, недовольные самовластием Скандербега, стали выходить из её состава. К 1450 году только силы княжеств Кастриоти и Арианити продолжали сражаться против турецкого нашествия. После смерти Скандербега в 1468 году османский султан Мехмед Фатих покорил всю Албанию, но смерть Скандербега не стала концом борьбы за независимость. Албанцы продолжали сражаться с турками-османами до осады Шкодера в 1478—1479 годах. В 1479 году Венецианская республика заключила мирный договор с Портой и уступила туркам Шкодер.

## Сражения Лиги
Лежская лига боролась против Османской империи и Венецианской республики в следующих сражениях:
- Битва при Торвиолле
- Битва при Мокре (1445)
- Битва при Отонети
- Албано-венецианская война (1447—1448)
- Битва при Пологе
- Битва при Оранике (1448)
- Осада Светиграда (1448)
- Осада Круи (1450)
- Битва при Албулене
- Битва при Охриде
- Битва при Мокре (1462)